# دان بارکلی
دان بارکلی (انگلیسی: Don Barclay; ۲۶ دسامبر ۱۸۹۲ – ۱۶ اکتبر ۱۹۷۵) هنرپیشه و کاریکاتوریست اهل ایالات متحده آمریکا بود. وی بین سال‌های ۱۹۱۵ تا ۱۹۶۴ میلادی فعالیت می‌کرد.

## فیلم‌شناسی
- آن حلقه کوچک طلا (۱۹۱۵)
- خیابان بزرگ (۱۹۴۲) (در عنوان‌بندی نیامده)
- خواهر من آیلین (۱۹۴۲) (در عنوان‌بندی نیامده)
- پیتسبرگ (۱۹۴۲) (در عنوان‌بندی نیامده)
- هرچه بیشتر، خوشحال‌تر (۱۹۴۳) (در عنوان‌بندی نیامده)
- روزی روزگاری (۱۹۴۴) (در عنوان‌بندی نیامده)
- کلمنتاین عزیزم (۱۹۴۶) (در عنوان‌بندی نیامده)
- سیندرلا (۱۹۵۰) (صداپیشه)
- آلیس در سرزمین عجایب (۱۹۵۱) (صداپیشه)
- پیتر پن (۱۹۵۳) (صداپیشه)
- صد و یک سگ خالدار (۱۹۶۱) (صداپیشه)
- مری پاپینز (۱۹۶۴)
- تختخواب سحرآمیز (۱۹۷۱) (در عنوان‌بندی نیامده) (آخرین نقش سینمایی)